# Famille Cerqueira
 (septembre 2024).
Pour les articles homonymes, voir Cerqueira.
La famille Cerqueira est principalement originaire du Portugal, plus précisément de Camposa, dans la paroisse de Vale, dans le district d'Arcos de Valdevez.[1]. Ses origines sont juives. Des lévites séfarades venus d'Orient se sont installés dans la péninsule ibérique. On ignore quand précisément, car les documents attestant de l'origine juive de cette famille sont rares en raison des persécutions qui ont suivi l'Inquisition portugaise, déclenchée le 23 mai 1536.

## Origine
Son origine toponymique vient de « cercuaria », du latin « quercus », qui signifie chêne (« carvalho » en portugais).
Elle prend ses origines au nord du Portugal, plus spécifiquement associée à Torre de Camposa, dans la paroisse de Vale, au terme d'Arcos de Valdevez, district de Viana do Castelo vers le XIVe siècle.

## Histoire
Cette famille est l'une des plus anciennes et nobles du Portugal. Elle est mentionnée dans une liste établie sur ordre de D. Pedro Ier, concernant les familles qui ont apporté leur aide au monastère de Grijó.
La première personne connue à porter ce nom est João Nunes Martins Cerqueira, seigneur de Torre de Camposa, alors manoir familial.
Parmi les personnalités de cette famille, on peut citer D. Luis Cerqueira prêtre jésuite et missionnaire (1552-1614) qui fut ensuite nommé évêque de l'Église de Nagasaki au Japon.
Son blason se composent d'un « écu portugais rouge avec un lion rampant avec un collier de couleur or  ».

## Héraldique

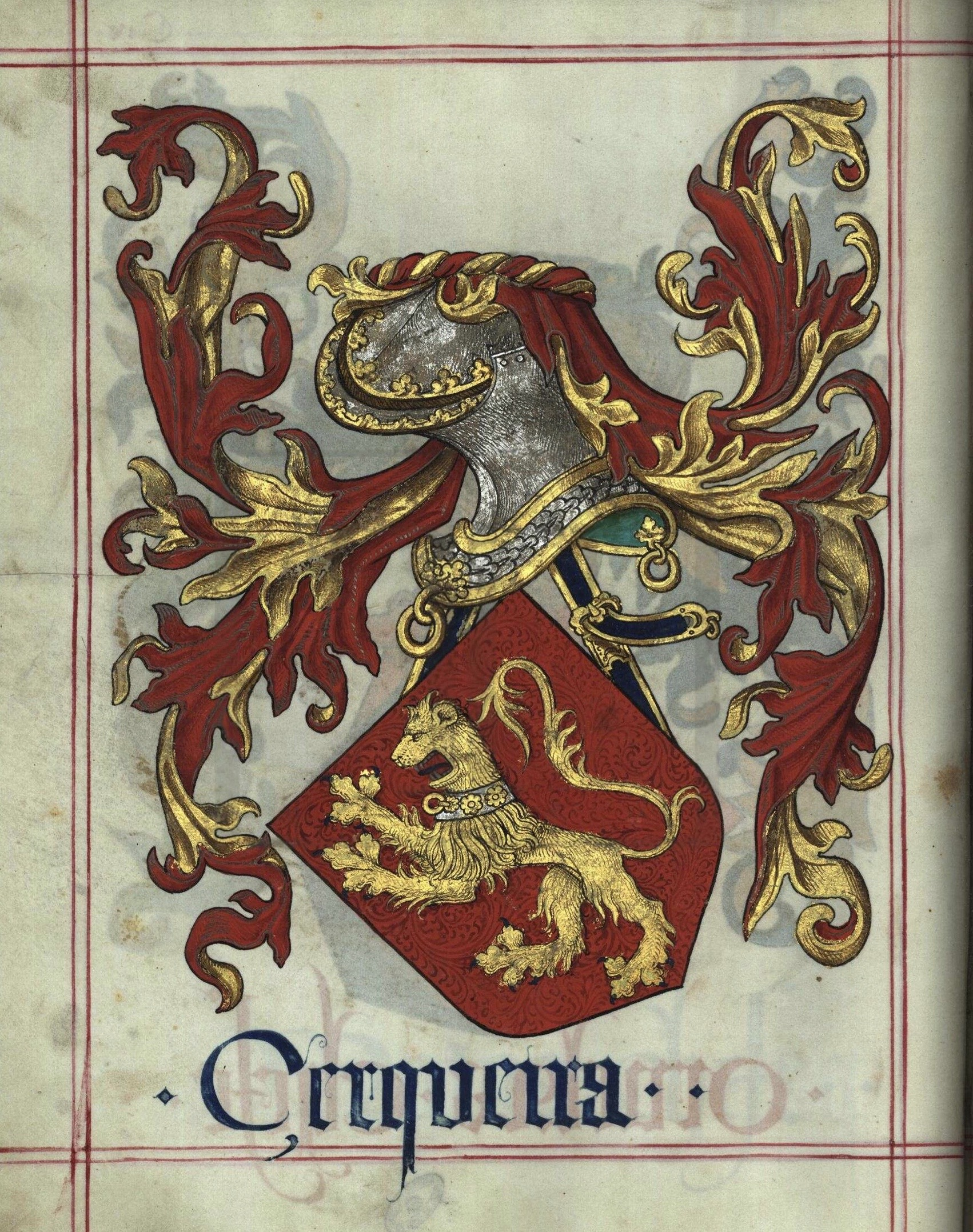
Armes de la famille Cerqueira.

Le blason de la famille Cerqueira a été officiellement frappé et enregistré le 30 mars 1530, comme indiqué dans le Nobiliário Das Famílias de Portugal, par Felgueiras Gaio. Nous pouvons lire : « Franco Moniz Cerqueira, a pris le blason des Cerqueira dans lequel il justifiait son ascendance en 1530 avant que le Dr Luiz Teixeira n'approuve la Charte le 30 mars, dont la justification se trouve dans les Archives de la Caza de Alvellos de Amarante ».

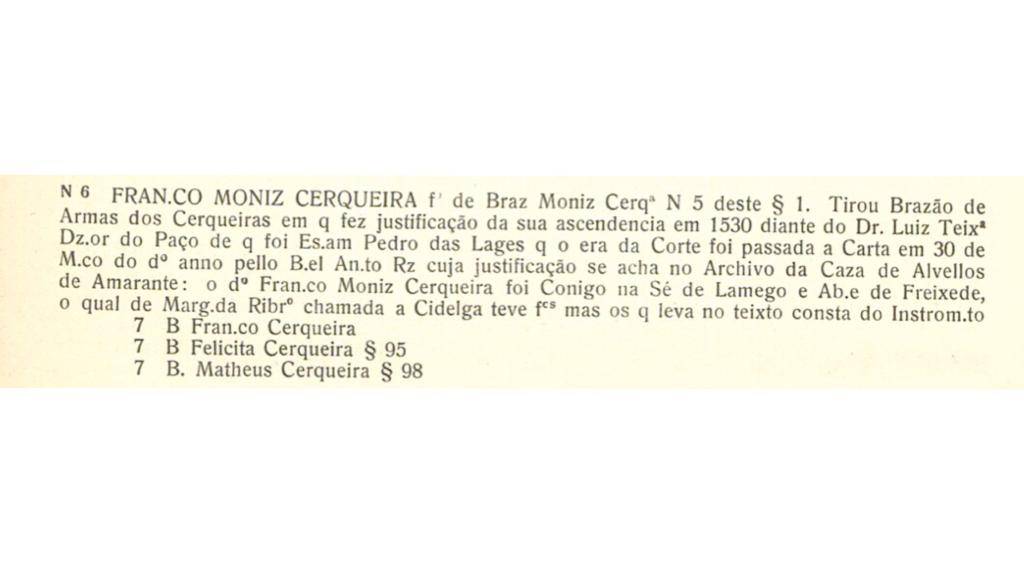
Nobiliário de Famílias de Portugal, par Felgueiras Gaio Tomo VII, p. 110.

Dans le livre Tombo das Armas dos Reis e Titulares et toutes les familles nobles du royaume de Portugal, intitulé Trésor de la noblesse , nous avons l'une des représentations de l'héraldique des Cerqueira.

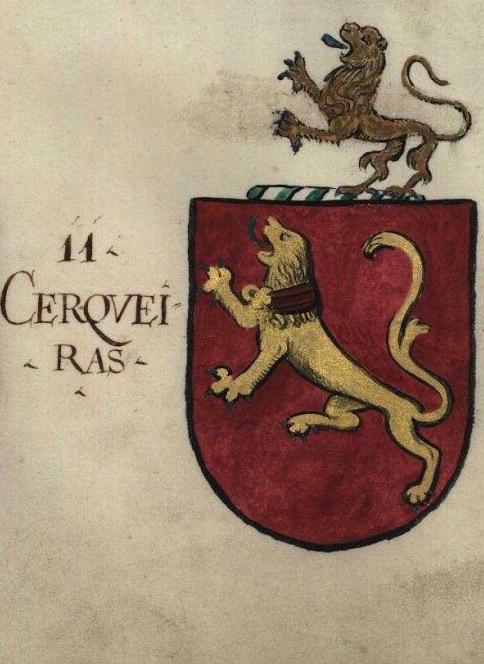
Héraldique de Cerqueira.

Dans le livre O Regimento do Armeiro-Mor , sont enregistrées les armes des rois et de la noblesse du Portugal de la période 1512 à 1765. La noblesse des armes de la famille Cerqueira y est également inscrite.

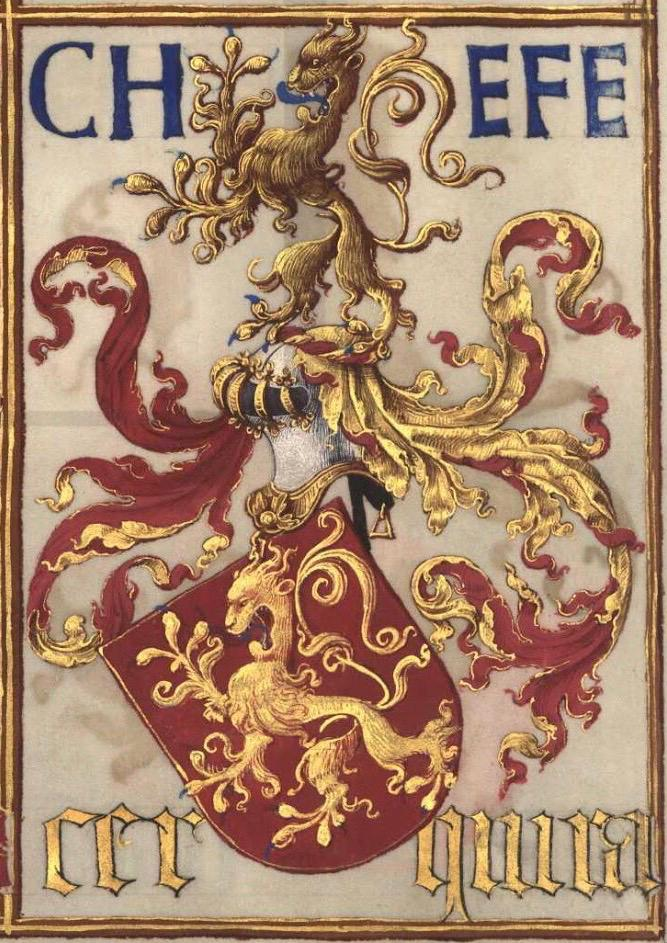
Héraldique de Cerqueira.

Dans le Livre Tesouro Da Nobreza De Portugal  nous avons le registre officiel des armoiries des Cerqueira avec la description héraldique documentée par écrit et par image.

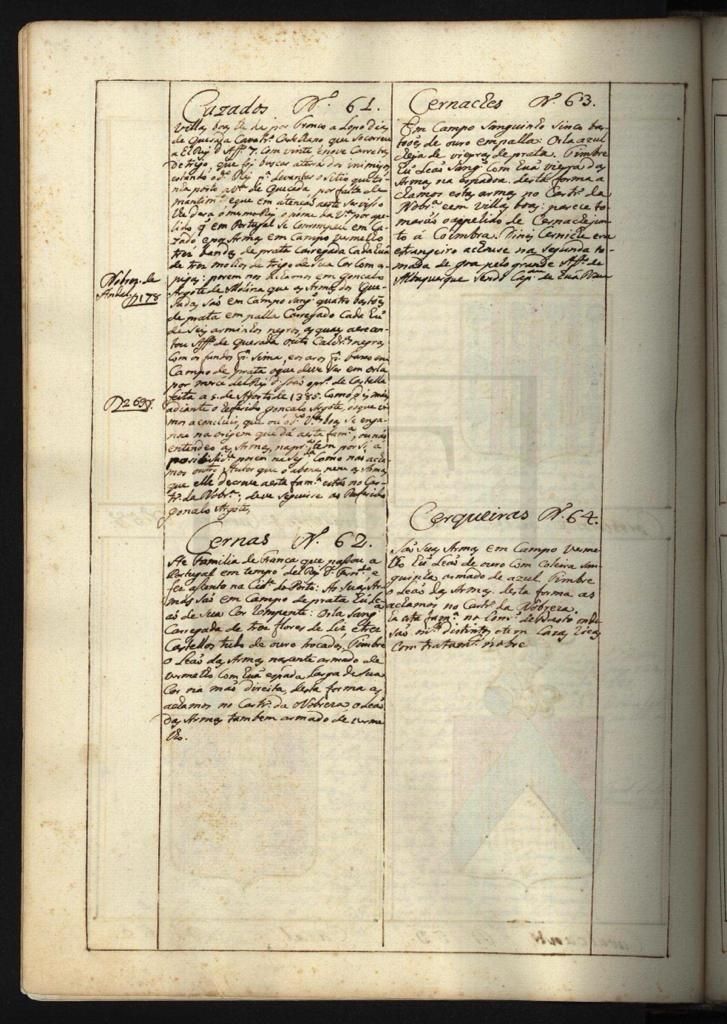
Description héraldique documentée par écrit (Cerqueira).

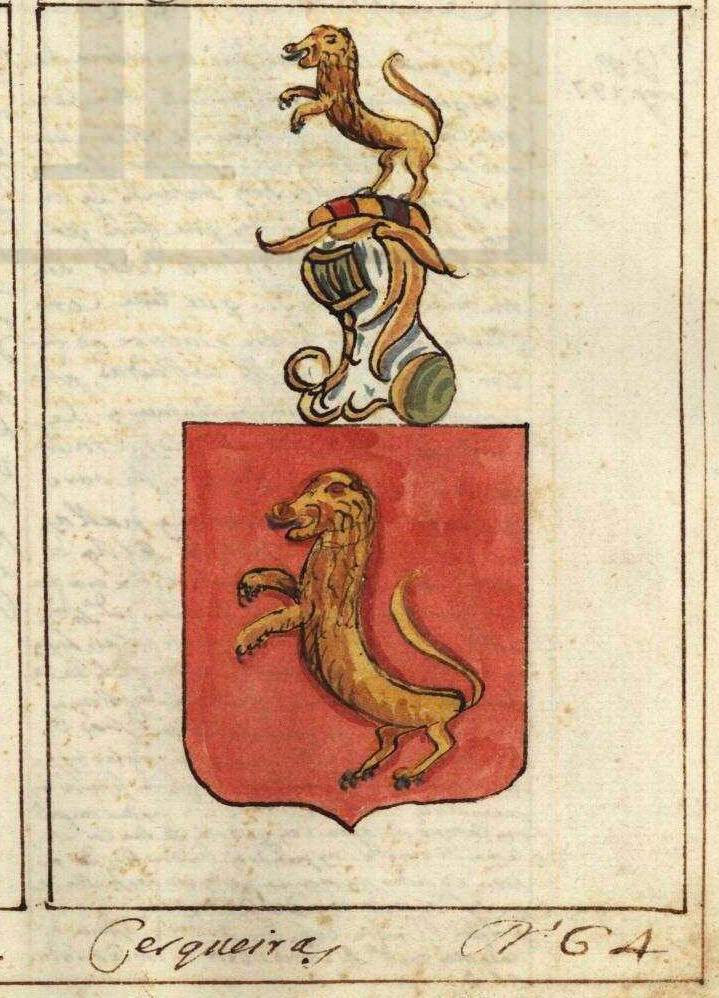
Description héraldique image documentée (Cerqueira).

Le Livre d' Armeiro-Mor est un manuscrit enluminé daté de 1509, sous le règne de D. Manuel Ier, quatorzième roi du Portugal. Le codex est un armorial, c'est-à-dire une collection d'armes héraldiques, rédigée par le roi d'armes João do Cró. Il est considéré comme l’un des chefs-d’œuvre de l’enluminure conservés au Portugal. Dans ce livre, nous retrouvons également les armoiries familiales dans toute leur splendeur.

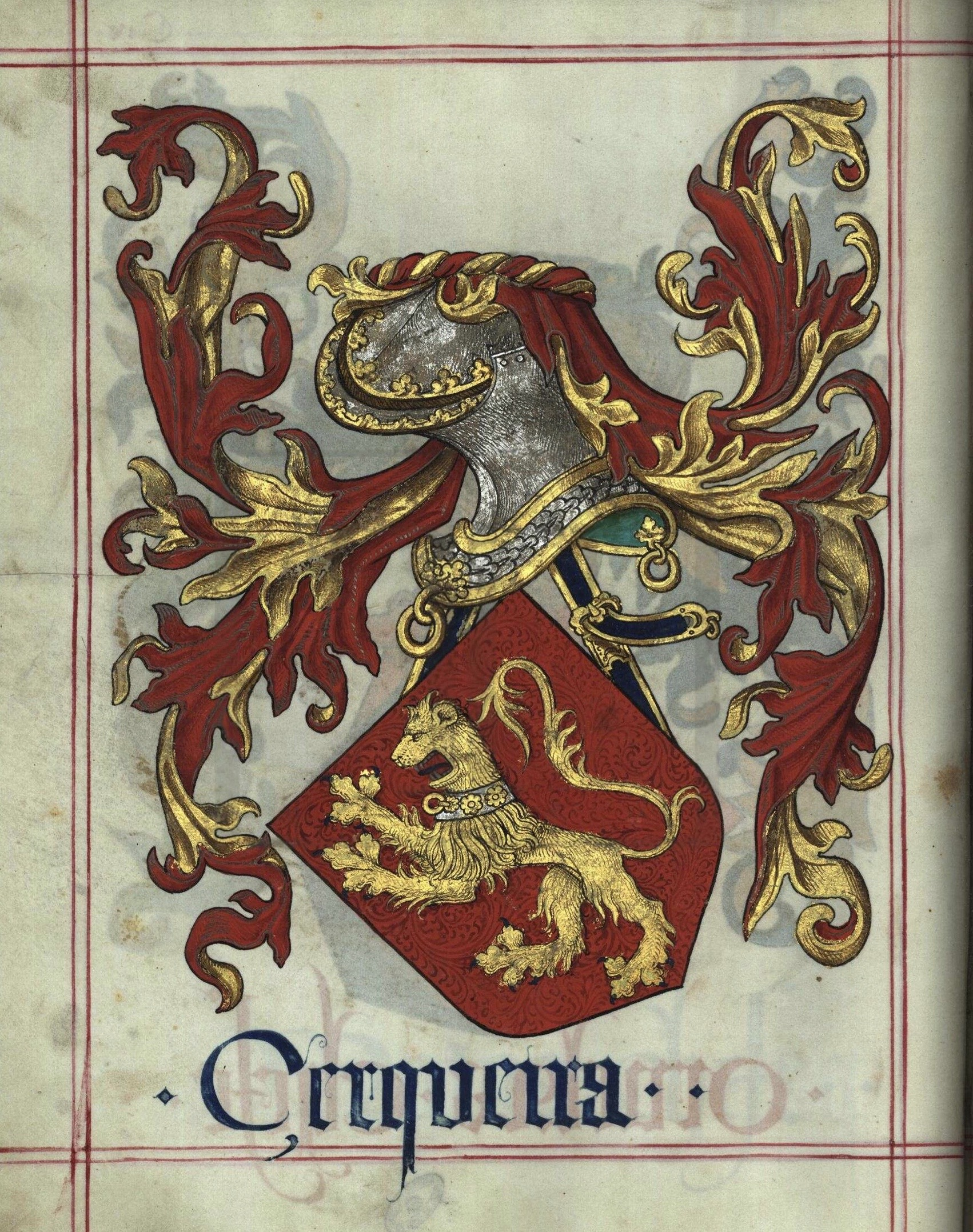
Bouclier d'armes de la famille Cerqueira.

Il existe aussi des répliques du bouclier de cette famille dans de nombreuses sources modernes, comme le livre Armorial Lusitano.

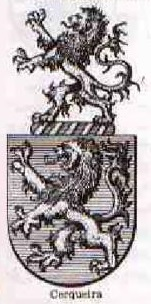
Cerqueira (héraldique).